# Терники (Днепропетровская область)
Терники (укр. Терники) — село, Зайцевский сельский совет, Синельниковский район, Днепропетровская область, Украина.
Село ликвидировано в 1993 году .
Находилось на расстоянии в 2 км от села Красное.